# Chinese Democracy (album)
Chinese Democracy is het zesde studioalbum van de Amerikaanse rockband Guns N' Roses dat op 21 november 2008 in Nederland is uitgebracht. De release van het album is het eerste studioalbum sinds "The Spaghetti Incident?" uit 1993 en het eerste album met origineel materiaal sinds de gelijktijdig uitgebrachte Use Your Illusion I en Use Your Illusion II uit 1991.

## Tracklist
1. Chinese Democracy – 4:43
2. Shackler's Revenge – 3:36
3. Better – 4:58
4. Street of Dreams – 4:46
5. If the World – 4:54
6. There was a time – 6:41
7. Catcher in the Rye – 5:52
8. Scraped – 3:30
9. Riad n' the bedouins – 4:10
10. Sorry (met Sebastian Bach) – 6:14
11. I.R.S. – 4:28
12. Madagascar – 5:37
13. This I Love – 5:34
14. Prostitute – 6:15

## Hitnotering
| Chinese Democracy in de Nederlandse Album Top 100 - binnen: 29 november 2008 | Chinese Democracy in de Nederlandse Album Top 100 - binnen: 29 november 2008 | Chinese Democracy in de Nederlandse Album Top 100 - binnen: 29 november 2008 | Chinese Democracy in de Nederlandse Album Top 100 - binnen: 29 november 2008 | Chinese Democracy in de Nederlandse Album Top 100 - binnen: 29 november 2008 | Chinese Democracy in de Nederlandse Album Top 100 - binnen: 29 november 2008 | Chinese Democracy in de Nederlandse Album Top 100 - binnen: 29 november 2008 | Chinese Democracy in de Nederlandse Album Top 100 - binnen: 29 november 2008 | Chinese Democracy in de Nederlandse Album Top 100 - binnen: 29 november 2008 | Chinese Democracy in de Nederlandse Album Top 100 - binnen: 29 november 2008 | Chinese Democracy in de Nederlandse Album Top 100 - binnen: 29 november 2008 | Chinese Democracy in de Nederlandse Album Top 100 - binnen: 29 november 2008 | Chinese Democracy in de Nederlandse Album Top 100 - binnen: 29 november 2008 | Chinese Democracy in de Nederlandse Album Top 100 - binnen: 29 november 2008 |
| Week                                                                         | 01                                                                           | 02                                                                           | 03                                                                           | 04                                                                           | 05                                                                           | 06                                                                           | 07                                                                           | 08                                                                           | 09                                                                           | 10                                                                           |                                                                              | 11                                                                           |                                                                              |
| ---------------------------------------------------------------------------- | ---------------------------------------------------------------------------- | ---------------------------------------------------------------------------- | ---------------------------------------------------------------------------- | ---------------------------------------------------------------------------- | ---------------------------------------------------------------------------- | ---------------------------------------------------------------------------- | ---------------------------------------------------------------------------- | ---------------------------------------------------------------------------- | ---------------------------------------------------------------------------- | ---------------------------------------------------------------------------- | ---------------------------------------------------------------------------- | ---------------------------------------------------------------------------- | ---------------------------------------------------------------------------- |
| Nummer                                                                       | 4                                                                            | 17                                                                           | 29                                                                           | 37                                                                           | 34                                                                           | 34                                                                           | 42                                                                           | 52                                                                           | 74                                                                           | 92                                                                           | uit                                                                          | 96                                                                           | uit                                                                          |